# Theme Park
Theme Park  è un videogioco gestionale prodotto dalla Bullfrog Productions e pubblicato dalla Electronic Arts nel 1994-1995 per numerose piattaforme. Il gioco è una simulazione gestionale sull'amministrazione di un luna park. 
Ha avuto due sequel: Theme Park World nel 1999 e Theme Park Inc nel 2001. Dal 6 novembre 2008 è possibile scaricare Theme Park su PlayStation 3 e PlayStation Portable tramite PlayStation Network.
È il primo gioco della serie Theme, che oltre ai suoi seguiti diretti comprende Theme Hospital.

## Trama
Il gioco si incentra intorno alle vicende di un aspirante magnate dell'industria dei luna park, che inizia la sua carriera partendo da un piccolo terreno e pochi dollari; affrontando diverse missioni, infine il giocatore dovrà acquisire il monopolio del settore.

## Modalità di gioco
Il gioco utilizza una visuale isometrica, e prevede diversi scenari, alcuni giocabili in modo alternativo ad altri, che il giocatore potrà decidere in che ordine affrontare in base alle proprie disponibilità economiche, e richiede la considerazione di molti aspetti, come la costruzione delle attrazioni, la gestione del personale, l'installazione di altre strutture funzionali, come gelaterie, paninerie, e anche di bagni.
Ci sono più di 30 attrazioni disponibili nel gioco, come il castello gonfiabile, la casa sull'albero, e giri più complessi e costosi come il montagne russe e la ruota panoramica, sbloccabili a seconda del piano di ricerca che il giocatore metterà in atto, infatti a seconda dei fondi destinati andrà più o meno spedita; con essa sarà possibile costruire nuove attrazioni per venire incontro ai gusti del pubblico, ad anche per offrire nuove ricette nei negozi, oggetti da vendere come souvenir e così via. Anche l'estetica del parco giocherà un ruolo di attrattiva e di soddisfazione per i clienti. 
Inoltre, si potrà assumere del personale con diverse funzioni, si va dagli addetti alle pulizie, che dovranno mantenere pulito il parco, a tecnici, che saranno necessari per riparare le attrazioni che si guastano, semplici intrattenitori mascherati ed anche guardie private per evitare furti e borseggi. L'obiettivo è quello di aumentare il valore e la disponibilità di cassa del parco in modo che il parco può essere venduto e un nuovo lotto può essere acquistato da un'altra parte del mondo e iniziare a costruire un nuovo parco a tema. 
L'intelligenza artificiale è una delle principali componenti di gioco: i visitatori del parco reagiscono in base al comportamento del giocatore, decretandone o meno il successo.
Venne distribuito sia in versione floppy disk che su CD-ROM; quest'ultima contiene dei filmati multimediali che illustrano un tour virtuale sulle singole attrazioni. È localizzato in diverse lingue, tra cui anche l'italiano.

## Sviluppo
Uno dei due creatori e project leader del gioco, assieme a Peter Molyneux, è Demis Hassabis, che poi diventerà co-fondatore e attuale CEO di DeepMind.